# Oospila marginaria
Oospila marginaria är en fjärilsart som beskrevs av Stoll 1790. Oospila marginaria ingår i släktet Oospila och familjen mätare. Inga underarter finns listade i Catalogue of Life.